# Salvador Contreras
Salvador Contreras Sánchez (* 10. November 1910 in Cuerámaro/Guanajuato; † 7. November 1982) war ein mexikanischer Komponist.
Contreras war Schüler von Carlos Chávez, Silvestre Revueltas und Candelario Huízar. Mit José Pablo Moncayo, Blas Galindo und Daniel Ayala gründete er 1935 die Grupo de los Cuatro.  
Er komponierte Film- und Ballettmusiken, Orchesterwerke und Kammermusik, Vokalwerke und Werke für Soloinstrumente.

## Werke
- Sonata para violín y violoncello, 1933;
- Cuarteto de cuerdas No. 2, 1936;
- Cuatro canciones, 1959;
- Cuarteto No. 3, 1962;
- Tres movimientos para guitarra, 1963;
- Dos piezas dodecafónicas, 1966;
- Siete preludios para piano, 1971.